# Abscherung (Geologie)
Eine Abscherung bezeichnet in der Geologie eine Störung, die schichtparallel verläuft oder die die Schichten in einem sehr flachen Winkel schneidet. Im Grund lässt sich eine Abscherung als meist horizontaler Versatz von Gesteinsstapeln entlang einer Fläche beschreiben.
Eine Abscherung kann bei großräumiger tektonischer Dehnung (Extension) eines Gebietes vorkommen, aber auch bei großräumiger tektonischer Einengung / Verkürzung (Kontraktion).

## Voraussetzung
Voraussetzung für eine Abscherung ist in aller Regel eine inkompetente, also leichte verformbare Unterlage (häufig eine wassergesättigte Tonschicht oder andere verformbare Gesteine wie Evaporite), auf der der obere Teil eines Schichtenpakets gegenüber dem unteren Teil versetzt wird. Diese leicht verformbare Lage wird auch als Abscherungsfläche bezeichnet.
Häufig ereignet sich eine Abscherung gravitativ (von der Schwerkraft ausgelöst) in leicht geneigten Gesteinsschichten.

## Deformation
Abscherungen kommen in aller Regel zusammen mit Falten und Überschiebungen vor. Sind die Abscherungen großdimensional, so spricht man auch von Abscherungdecken. Allerdings sind diese in der Regel wesentlich weniger bewegt worden als eine Überschiebungsdecke und befinden sich daher meist noch auf ihrer ursprünglichen Unterlage. Die Übergänge zwischen beiden Formen sind fließend.
In besonderen Fällen beträgt der Versatz von Abscherungen mehrere Dutzend Kilometer, so etwa bei metamorphen Kernkomplexen. Die Abscherungsfläche wird dann oft mit dem englisch/französischen Begriff Decollement (schichtparallel) oder Detachment (leicht schräg zur Schichtung) bezeichnet.
Der Deformationsstil von unterem (liegenden und nicht bewegten) und oberem (hangenden und bewegten) Gesteinspaket kann unterschiedlich sein.